# Achim von Borries
Achim von Borries (født 13. november 1968 i München) er en tysk filminstruktør og manuskriptforfatter. Han studerede ved Deutsche Film- und Fernsehakademie Berlin, og debuterede i 2000 med spillefilmen England!. I 2004 fulgte filmen Was nützt die Liebe in Gedanken, med danske Thure Lindhardt. Som manuskriptforfatter arbejdede han også på Good bye, Lenin!. I 2005 skrev han manus til den tyske tegnefilm Die drei Räuber efter børnebogen af Tomi Ungerer.

## Udvalgt filmografi
- 1995: Mutantenstadl (kortfilm)
- 1995: Die Letzte Sozialistin (kortfilm)
- 1996: Boomtown Berlin
- 1998: Halberstadt (kortfilm)
- 1999: England!
- 2001: Die Fähre
- 2004: Was nützt die Liebe in Gedanken
- 2004: Eva Blond – There is no Business like...
- 2005: Der Elefant
- 2006: Unter Verdacht
- 2017: Babylon Berlin